# Valentine (Texas)
Valentine è una città della contea di Jeff Davis, Texas, Stati Uniti. La popolazione era di 134 abitanti al censimento del 2010, un calo rispetto ai 187 abitanti del censimento del 2000. È l'unico comune incorporato della contea di Jeff Davis. Il nome si riferisce alla data della sua fondazione nel 1882 da parte di una squadra di costruzione della Southern Pacific Railroad: 14 febbraio. È una delle numerose città di nome Valentine negli Stati Uniti, e proprio per questo motivo qua lo United States Postal Service non spedisce le buste durante la festa di san Valentino.
La nota installazione artistica Prada Marfa (2005) si trova a 2,4 km a nord-ovest di Valentine sulla U.S. 90.
Il film di John Wayne La stella di latta, girato in Durango, nel Messico, è ambientato a Valentine.

## Geografia fisica
Secondo l'Ufficio del censimento degli Stati Uniti, ha una superficie totale di 0,49 mi² (1,27 km²).

## Storia
Il 16 agosto 1931 un terremoto di magnitudo 5.8 avvenne nelle vicinanze di Valentine, causando ingenti danni. È stato il terremoto il più potente mai registrato nel Texas.

## Società

### Evoluzione demografica
Secondo il censimento del 2010, la popolazione era di 134 abitanti.

### Etnie e minoranze straniere
Secondo il censimento del 2010, la composizione etnica della città era formata dall'85,1% di bianchi, lo 0,0% di afroamericani, il 2,2% di nativi americani, lo 0,0% di asiatici, lo 0,0% di oceanici, lo 0,0% di altre razze, e l'11,2% di due o più razze. Ispanici o latinos di qualunque razza erano il 58,2% della popolazione.